# Schacksdorf (Lichterfeld-Schacksdorf)
Schacksdorf (niedersorbisch Šachlejce) ist ein Ortsteil der amtsangehörigen Gemeinde Lichterfeld-Schacksdorf im Landkreis Elbe-Elster in Brandenburg. Der Ort gehört dem Amt Kleine Elster (Niederlausitz) an und war bis zum 31. Dezember 1997 eine eigenständige Gemeinde.

## Lage
Schacksdorf liegt in der Niederlausitz, etwa vier Kilometer südöstlich des Stadtzentrums der Stadt Finsterwalde. Umliegende Ortschaften sind der zur Gemeinde Massen-Niederlausitz gehörende Ortsteil Betten im Norden, Lieskau im Nordosten, Lichterfeld im Südosten, der Finsterwalder Ortsteil Pechhütte im Südwesten, Finsterwalde mit dem Wohnplatz Nehesdorf im Westen sowie der wiederum zu Massen-Niederlausitz gehörende Ortsteil Massen im Nordwesten.
Das Dorf liegt an der Landesstraße 60 von Finsterwalde nach Lauchhammer. Durch den Ort verläuft die Bahnstrecke Finsterwalde–Schipkau, Schacksdorf war früher ein Haltepunkt an der Strecke. Südlich von Schacksdorf befindet sich der Lausitzflugplatz Finsterwalde/Schacksdorf.

## Geschichte
Der Ort Schacksdorf wurde erstmals im Jahr 1403 „Schokesdorf“ urkundlich erwähnt. Der Ortsname stammt laut Reinhard E. Fischer aus dem Sorbischen und ist von dem Personennamen „Tschak“ abgeleitet. Jedoch ist wahrscheinlicher, dass der Ortsname von der nördlich des Ortes liegenden Fluss Schacke abgeleitet ist.
Vor dem Wiener Kongress und den dort beschlossenen Gebietsabtretungen des Königreiches Sachsen an das Königreich Preußen gehörte Schacksdorf zu Sachsen. Ab 1816 gehörte das Dorf zum Landkreis Luckau der preußischen Provinz Brandenburg. Um 1823 hatte Schacksdorf, damals ein Amtsdorf des Rentamtes Dobrilugk, 127 Einwohner. Zu dem Dorf gehörte ein Vorwerk, dieses entstand aus einem wüsten Bauerngut, das im Besitz der Adelsfamilie von Dieskau war. Schacksdorf gehörte damals zum Amt Finsterwalde und besaß eine Windmühle. Der Ort war nach Massen eingepfarrt. 1840 hatte Schacksdorf laut der Topographisch-statistischen Übersicht des Regierungsbezirks Frankfurt a.d.O. 29 Wohngebäude mit 198 Einwohnern. Bis 1864 stieg die Einwohnerzahl in Schacksdorf auf 253 an. Zum Dorf gehörten damals ein Vorwerk, eine Windmühle und eine Wassermühle. Des Weiteren wurde in der Nähe bereits Braunkohle abgebaut.
Im Jahr 1935 wurde südlich von Schacksdorf der Fliegerhorst Finsterwalde errichtet. Dort war ab 1939 die Flugzeugführerschule C Finsterwalde und ab 1943 die Luftwaffennachrichtenschule Halle/Saale stationiert. Am 21. April 1945 wurden das Dorf und der Flugplatz von Truppen der Roten Armee besetzt. Die Rote Armee benutzte den Flugplatz bis zum Abzug der sowjetischen Truppen im Jahr 1993 von diesen genutzt. Auf dem Gebiet Schacksdorfs befindet sich auch das ab 1961 errichtete Sonderwaffenlager Finsterwalde, das der Lagerung nuklearer Abwerfmunition diente. Nach der Übernahme durch die deutschen Behörden im Mai 1993 wurden große Teile der Bebauung wie Bahnhof oder Schwimmbad abgerissen, der Tower sowie die Hangars blieben jedoch erhalten. Heute wird der Flugplatz von einem Luftsportverein und einer Flugzeugwerft genutzt. Südlich des Flugplatzes befindet sich eine aus sieben fünfgeschossigen Plattenbauten bestehende Wohnsiedlung, die teilweise zu Schacksdorf gehört. Die Gebäude sind fast unbewohnt.
Bis 1815 gehörte Schacksdorf zum Luckauischen Kreis, dieser wurde nach den Gebietsänderungen des Wiener Kongresses in den Landkreis Luckau umgewandelt. Nach dem Zweiten Weltkrieg lag die Gemeinde zunächst in der Sowjetischen Besatzungszone und anschließend in der DDR. Bei der am 25. Juli 1952 in der DDR durchgeführten Kreisreform wurde Schacksdorf dem Kreis Finsterwalde im Bezirk Cottbus angegliedert. Nach der Wende wurde der Kreis Finsterwalde in Landkreis Finsterwalde umbenannt und schließlich aufgelöst, die Gemeinde Schacksdorf wurde dem Landkreis Elbe-Elster zugeordnet und schloss sich dem Amt Kleine Elster (Niederlausitz) an. Am 31. Dezember 1997 schloss sich die Gemeinde Schacksdorf mit dem benachbarten Lichterfeld zu der neuen Gemeinde Lichterfeld-Schacksdorf zusammen.

## Bevölkerungsentwicklung
| 1875 | 266 | 1939 | 425 | 1981 | 316 |
| 1890 | 259 | 1946 | 393 | 1985 | 318 |
| 1910 | 314 | 1950 | 388 | 1989 | 304 |
| 1925 | 294 | 1964 | 358 | 1992 | 297 |
| 1933 | 304 | 1971 | 361 | 1996 | 687 |